# Центральный военный округ (Россия)
Центра́льный вое́нный о́круг (ЦВО) — военно-административная единица Вооружённых сил Российской Федерации, объединяющая объединения, соединения, воинские части, учреждения, заведения, дислоцированные в Сибирском, Уральском и Приволжском федеральных округах, в границах 29 субъектов Российской Федерации (бывшие ПУрВО и западная часть территории СибВО). Штаб — Екатеринбург.
Образован указом Президента Российской Федерации № 1144 от 20 сентября 2010 года.

## История
- Центральный военный округ
- Флаг Центрального военного округа

Округ сформирован 1 декабря 2010 года в ходе военной реформы 2008—2010 годов на базе войск Приволжско-Уральского военного округа и части Сибирского военного округа. В его состав также вошло 2-е командование ВВС и ПВО.
Войска ЦВО дислоцируются в административных границах трёх федеральных округов (Приволжского, Уральского и части Сибирского) на территории следующих субъектов Российской Федерации: Республика Алтай, Республика Башкортостан, Республика Марий Эл, Республика Мордовия, Республика Татарстан, Республика Тува, Удмуртская Республика, Республика Хакасия, Чувашская Республика, Алтайский, Красноярский, Пермский края, Иркутская, Кемеровская, Кировская, Курганская, Новосибирская, Омская, Оренбургская, Пензенская, Самарская, Саратовская, Свердловская, Томская, Тюменская, Ульяновская, Челябинская области, Ханты-Мансийский автономный округ — Югра, Ямало-Ненецкий автономный округ.
В состав военного округа входят: 2-я и 41-я общевойсковые армии, 14-я армия ВВС и ПВО, 201-я военная база, находящаяся в Республике Таджикистан, объединённая военная база в Киргизии и подразделения, размещённые на территории Казахстана.
ЦВО является крупнейшим военным округом в России: его площадь — 7,06 млн км² (более 40 % территории России), а население — 54,9 млн человек (39 %).
Командующему войсками ЦВО подчинены все дислоцированные на территории округа формирования видов и родов войск, за исключением Ракетных войск стратегического назначения. Кроме того, в его оперативном подчинении находятся воинские формирования Федеральной службы войск национальной гвардии, Пограничной службы ФСБ, а также части МЧС и других министерств и ведомств России, выполняющие задачи на территории округа.
16—21 сентября 2019 года на военных полигонах округа и ряда среднеазиатских государств прошли стратегические командно-штабные учения Центр-2019.
На начальном этапе вторжения на Украину из войск округа был сформирована группировка войск (сил) «Центр».

## Состав

### Сухопутные войска/ ВДВ /ГУ
Соединения и части окружного подчинения
- 90-я гвардейская танковая Витебско-Новгородская дважды Краснознамённая дивизия (г. Чебаркуль, г. Екатеринбург)
- 104-я гвардейская десантно-штурмовая ордена Кутузова дивизия (г. Ульяновск)
- 201-я Гатчинская ордена Жукова, дважды Краснознамённая военная база (Республика Таджикистан, г. Душанбе)
- 3-я отдельная гвардейская Варшавско-Берлинская Краснознамённая, ордена Суворова бригада специального назначения (г. Тольятти)
- 24-я отдельная гвардейская ордена Жукова бригада специального назначения (г. Новосибирск)
- 232-я гвардейская реактивная артиллерийская Пражская Краснознамённая, ордена Суворова бригада (г. Чебаркуль)
- 28-я зенитная ракетная бригада (п. Мирный, Кировская область, 2 дивизиона С-300В и подразделения обеспечения)
- 59-я гвардейская Сивашская Краснознамённая бригада управления (г. Верхняя Пышма)[5]
- 179-я бригада связи (территориальная) (г. Екатеринбург)
- 39-я отдельная радиотехническая бригада особого назначения (г. Оренбург).[6]
- 313-й отдельный радиотехнический полк особого назначения, в/ч 73759 (г. Пермь)
- 7-й отдельный разведывательно-ударный полк беспилотных систем[7]
- 12-я отдельная гвардейская инженерная Кёнигсбергско-Городокская Краснознамённая бригада (Алкино-2)
- 1-я гвардейская мобильная бригада радиационной, химической и биологической защиты (ЗАТО Шиханы, Саратовская область)
- 29-я отдельная гвардейская бригада радиационной, химической и биологической защиты имени Героя Советского Союза генерал-полковника В. К. Пикалова (г. Екатеринбург)
- 18-я бригада радиоэлектронной борьбы (Екатеринбург)
- 5-я отдельная железнодорожная Познанская Краснознамённая бригада (г. Абакан)
- 43-я отдельная железнодорожная бригада (г. Екатеринбург)
- 48-я отдельная железнодорожная бригада (г. Омск)
- 105-я отдельная бригада материально-технического обеспечения, в/ч 11386 (п. Кряж, г. Самара)
- 106-я отдельная бригада материально-технического обеспечения, в/ч 72154 (г. Юрга)
- 24-й отдельный ремонтно-эвакуационный полк (г. Карабаш, Челябинская область)
- 242-й учебный центр подготовки младших специалистов ВДВ (г. Омск)
- 473-й окружной учебный Лисичанский Краснознамённый центр подготовки младших специалистов (мотострелковых войск) (п. Порошино / пгт. Еланский, Свердловская обл.)
- 2-я гвардейская общевойсковая Краснознамённая армия (г. Самара)
  - 27-я гвардейская мотострелковая Омско-Новобугская Краснознамённая, ордена Богдана Хмельницкого дивизия, в/ч 12128 (с. Тоцкое)
  - 15-я отдельная гвардейская мотострелковая Александрийская бригада (миротворческая), в/ч 90600 (п. Рощинский)
  - 30-я отдельная гвардейская мотострелковая бригада, в/ч 45863 (п. Рощинский)
  - 385-я гвардейская артиллерийская Одесская Краснознамённая, ордена Богдана Хмельницкого бригада, в/ч 32755 (с. Тоцкое)
  - 92-я ракетная ордена Кутузова бригада, в/ч 30785 (с. Тоцкое)
  - 297-я гвардейская зенитная ракетная бригада, в/ч 02030 (с. Леонидовка) (ЗРК «Бук-М2»)[8]
  - 91-я Келецкая орденов Александра Невского и Красной Звезды бригада управления, в/ч 59292 (г. Самара)
  - 2-й гвардейский полк радиационной, химической и биологической защиты, в/ч 18664 (г. Самара)
  - 39-й гвардейский инженерно-сапёрный полк (пос. Кизнер, Удмуртия)
  - 71-й узел связи (с. Калиновка)
  - 2934-я станция спутниковой связи (п. Рощинский)
  - 323-й узел фельдъегерско-почтовой связи (г. Самара)
  - 1388-й командный разведывательный центр, в/ч 23280 (г. Самара)
- 41-я гвардейская общевойсковая Краснознамённая армия (г. Новосибирск)
  - Управление армии (г. Новосибирск[9])
  - 35-я отдельная гвардейская мотострелковая Волгоградско-Киевская ордена Ленина, Краснознамённая, орденов Суворова и Кутузова бригада, в/ч 41659 (г. Алейск);
  - 74-я отдельная гвардейская мотострелковая Звенигородско-Берлинская орденов Суворова и Кутузова бригада, в/ч 21005 (г. Юрга);
  - 55-я отдельная гвардейская мотострелковая бригада (горная), в/ч 55115 (г. Кызыл).
  - 120-я гвардейская артиллерийская Волгоградская Краснознамённая, орденов Суворова и Кутузова бригада, в/ч 59361 (г. Юрга);
  - 119-я гвардейская ракетная бригада, в/ч 49547 (г. Абакан)
  - 61-я зенитная ракетная бригада, в/ч 31466 (г. Бийск)
  - 35-я гвардейская Таллинская ордена Красной Звезды бригада управления, в/ч 57849 (с. Коченёво)
  - 314-й отдельный гвардейский радиотехнический полк особого назначения, в/ч 73762 (г. Бийск)
  - 24-й инженерно-сапёрный полк (г. Кызыл)
  - 40-й гвардейский инженерно-сапёрный полк (г. Ишим)[10]
  - 10-й гвардейский полк радиационной, химической и биологической защиты (с. Топчиха)
  - отдельная рота специального назначения (г. Новосибирск)[11]

### Воздушно-космические силы
- 18-я гвардейская военно-транспортная авиационная Таганрогская Краснознамённая, орденов Суворова и Кутузова дивизия (г. Оренбург).

- 14-я армия ВВС и ПВО
  - 21-я смешанная авиационная дивизия (г. Челябинск, п. Шагол);
  - 41-я Амурская дивизия ПВО, в/ч 29286 (г. Новосибирск);
  - 76-я дивизия ПВО, в/ч 34244 (г. Самара);
  - 24-я мобильная зенитная ракетная бригада в/ч 79222 (г. Дивногорск, г. Абакан);
  - 17-я гвардейская бригада армейской авиации, в/ч 45123 (Свердловская область, г. Каменск-Уральский, аэродром Травяны);
  - 337-й отдельный вертолётный полк, в/ч 12739 (г. Новосибирск, аэродром Толмачево);
  - 999-я гвардейская авиационная база, в/ч 20022 (аэродром Кант, Кыргызстан);

## Медицинское обеспечение
Медицинское обеспечение осуществляется в госпиталях:
- 143-й военный госпиталь (г. Трехгорный-1) (Филиал г. Лесной)
- 354-й военный клинический госпиталь (Филиалы: Челябинск, Камышлов, Екатеринбург)
- 425-й военный госпиталь (г. Новосибирск) (Филиалы: Иркутск, Красноярск, Омск, Юрга, Алейск)
- 426-й военный госпиталь (г. Самара) (Филиалы: Пермь, Рощинский, Оренбург, Сызрань, Тоцкое-2, Ижевск, Киров)
- 428-й военный госпиталь (г. Саратов) (Филиалы: Саратов, Вольск-18, Пенза, Ульяновск)
- 451-й военный госпиталь (г. Душанбе)
- 454-й военный госпиталь (г. Приозерск)

## Командование
Командующий войсками
- генерал-лейтенант Владимир Валентинович Чиркин — врио 9 июля — 13 декабря 2010; командующий 13 декабря 2010 — 26 апреля 2012)[13].
- генерал-полковник Валерий Васильевич Герасимов (26 апреля — 9 ноября 2012)[14].
- генерал-майор Александр Владимирович Дворников — врио (9 ноября — 24 декабря 2012).
- генерал-полковник Николай Васильевич Богдановский (24 декабря 2012 года — 12 июня 2014)
- генерал-полковник Владимир Борисович Зарудницкий (12 июня 2014 года — 22 ноября 2017)
- генерал-полковник Александр Павлович Лапин (22 ноября 2017 — 3 ноября 2022)
- генерал-майор Александр Валерьевич Линьков (врио, 3 ноября 2022 — 16 февраля 2023)[15]
- генерал-полковник (до 07.09.2023 — генерал-лейтенант) Андрей Николаевич Мордвичев (с 16 февраля 2023)[16].

Заместители командующего
- начальник штаба генерал-лейтенант Денис Игоревич Лямин (с октября 2023)
- начальник штаба — первый заместитель командующего генерал-полковник Михаил Юрьевич Теплинский (февраль 2019 — июнь 2022).
- заместитель командующего генерал-лейтенант Евгений Валентинович Поплавский (ноябрь 2018 — н. в.).
- заместитель командующего по военно-политической работе — начальник управления военно-политической работы генерал-майор Кирилл Денисович Кулаков (июнь 2024 — н. в.).

## Культура
- Газета «Уральские военные вести».
- Ансамбль песни и пляски Центрального военного округа.
- Дом офицеров Центрального военного округа.